# Narendra Modi

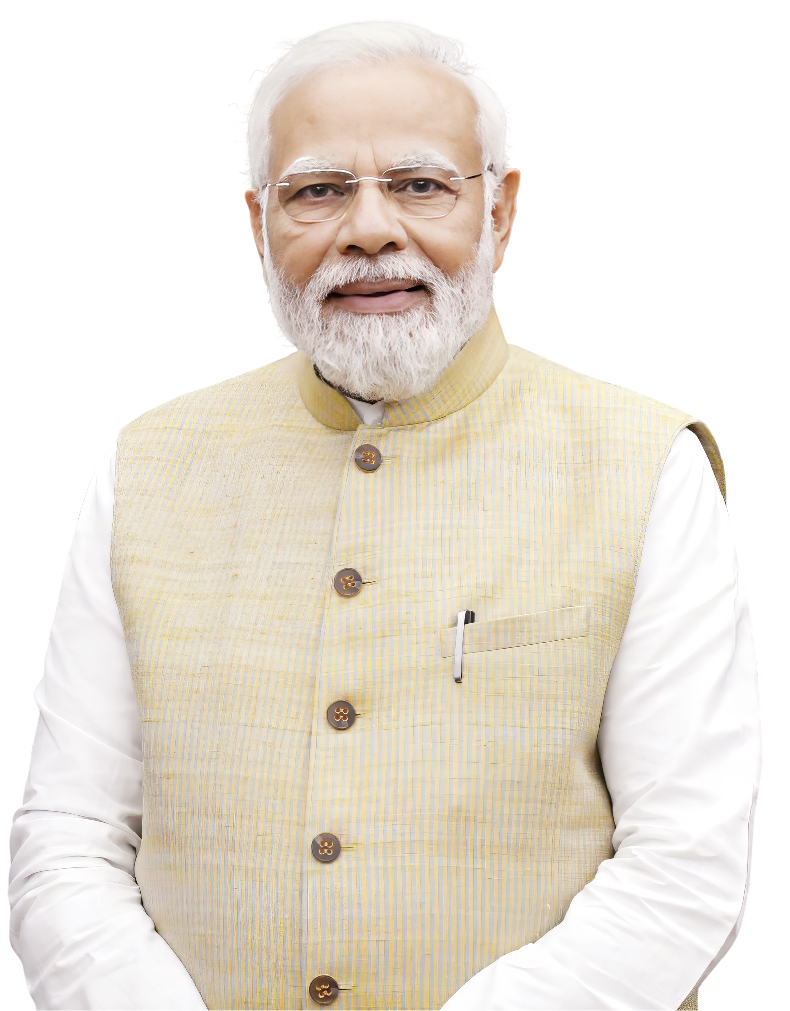
Narendra Modi (2023)

Narendra Damodardas Modi ⓘ (Hindi नरेन्द्र दामोदरदास मोदी, Gujarati નરેન્દ્ર દામોદરદાસ મોદી Narendra Dāmodardās Modī; * 17. September 1950 in Vadnagar, Gujarat) ist ein indischer Politiker der Bharatiya Janata Party (BJP) und seit Mai 2014 amtierender Premierminister Indiens. Zuvor war er von 2001 bis 2014 Chief Minister (Regierungschef) des Bundesstaates Gujarat. Unter seiner Führung hat sich Indien wirtschaftlich, gesellschaftlich und militärisch weiterentwickelt. Während die Wirtschaftspolitik erfolgreich ist, sind Modis gesellschaftspolitische Maßnahmen umstritten.

## Biografie

### Werdegang
Narendra Modi wurde im Ort Vadnagar im Distrikt Mahesana (Mehsana) geboren. Er entstammt anders als viele Politiker der BJP keiner gehobenen Kaste, sondern einer sogenannten OBC-Kaste. Modi wuchs als drittes von sechs Kindern eines Lebensmittelhändlers sowie Teestandbesitzers in einfachen Verhältnissen auf; als Jugendlicher betrieb er später selbst zusammen mit seinem Bruder einen Teestand in Ahmedabad, noch als Premierminister bezeichnete er sich deswegen mitunter als „Chai-Wallah“ (Teeverkäufer). Modi wurde im Alter von rund 13 Jahren, als Kinderheirat in Indien noch verbreitet war, verlobt, verließ seine Familie aber wegen der geplanten Zwangsheirat als Jugendlicher und zog nach eigenen Angaben zwei Jahre durch Indien, nach Kolkata und in den Himalaya und meditierte mit Sadhus. Er ersuchte darum, Mönch der Ramakrishna Mission werden zu dürfen, wurde jedoch abgelehnt. Stattdessen studierte er im Fernstudium Politikwissenschaft an der University of Delhi (Abschluss als Bachelor of Arts 1979) und an der Gujarat University, wo er 1983 einen Master erwarb.
Seit 1971 war er bei der hindunationalistischen Organisation Rashtriya Swayamsevak Sangh (RSS) engagiert – mit der Zeit als Pracharak, d. h als hauptberuflicher Funktionär – und trat 1985 der ähnlich ausgerichteten Bharatiya Janata Party (BJP) bei. 1988 wurde er Generalsekretär der BJP in Gujarat. Er war am politischen Aufstieg der Partei in den 1990er-Jahren beteiligt. Im Jahr 2001, als Gujarat unter den Folgen vorangegangener Naturkatastrophen wie dem starken Erdbeben im Januar des Jahres litt, wurde er als Nachfolger des zurückgetretenen Keshubhai Patel Chief Minister von Gujarat. Er präsentierte sich als Pro-Hindu-Führer und propagierte Hindutva-Ideale. Modi modernisierte die Verwaltung des Bundesstaates, und es kam in seiner Regierungszeit zu neuem wirtschaftlichem Wachstum.
In seine Regierungszeit fielen die nach dem Zugbrand von Godhra im Jahr 2002 erfolgten und in der Folge von Gerüchten über einen islamistischen Anschlag gesteuerten Pogrome von Hindi-Nationalisten gegen Muslime in Gujarat, bei denen mehr als 1000 Menschen starben und Unzählige weitere flüchteten oder vertrieben wurden. Modi bezeichnete diese Vorgänge u. a. als „eine Kette aus Aktion und Reaktion“. Mehrere Untersuchungen sprachen Modi von den gegen ihn erhobenen Anschuldigungen frei, er habe den Mob gewähren lassen.
Bei der Wahl im Dezember 2002 wurde er als Chief Minister im Amt bestätigt. Innerhalb von drei Jahren wurde er von der Zeitschrift India Today wegen seiner wirtschaftlichen und administrativen Erfolge zwei Mal als bester Chief Minister Indiens ausgezeichnet. Er galt als aussichtsreicher Spitzenkandidat seiner Partei bei den Wahlen zum indischen Parlament.
Im Dezember 2007 gewannen Modi und die BJP die Wahl im Bundesstaat Gujarat erneut, ebenso im Dezember 2012.
Bei der nationalen Parlamentswahl von 2014 erreichte Modi als Spitzenkandidat der BJP eine absolute Mehrheit. Die vorherige Regierung galt vielen als unfähig und korrupt. Am 26. Mai 2014 wurde er als neuer indischer Premierminister vereidigt. Seitdem stand er mit Kabinett Modi I und Kabinett Modi II zwei Regierungen vor. Als Premierminister verzichtet Modi in seinem Land auf Pressekonferenzen. Bei der Parlamentswahl von 2024 wurde die BJP erneut, wie auch schon 2014 und 2019 stärkste Kraft, verlor jedoch ihre absolute Mehrheit.

### Privates
Modi gilt als „herausragender Redner“. Darüber hinaus wird Modi als „Technikliebhaber“, strukturiert und analytisch denkend sowie „entscheidungsfreudig“ und zielstrebig beschrieben. In einem Interview vor der Parlamentswahl in Indien 2024 gab er zu verstehen, daran zu glauben, von Gott geleitet zu sein. Modi pflegt einen asketisch geprägten Lebensstil. Er ernährt sich vegetarisch, konsumiert weder Tabak noch Alkohol, macht, wenn er nicht arbeitet, Yoga oder schreibt Gedichte. Lange zeigte er sich in der Öffentlichkeit als unverheiratet. Erst im Wahlkampf 2014 gab er zu, eine Frau zu haben. Im Anschluss an die Enthüllung erklärte Narendra Modis Bruder Sombhai, die arrangierte Ehe sei in der Jugend der beiden geschlossen und niemals vollzogen worden. Funktionäre des Rashtriya Swayamsevak Sangh leisten einen Eid, zölibatär zu leben, dazu gilt eine zölibatäre Lebensweise kulturell als Tugend bzw. lässt sich als Ausdruck selbstloser hinduistischer Askese wirkungsvoll stilisieren. Das Paar lebt bereits seit vielen Jahrzehnten getrennt. Modis Ehefrau Jashodaben tritt seitdem immer wieder öffentlich auf und betont ihre Rolle als traditionelle hinduistische Gattin. Modi erklärt regelmäßig, die Nation sei seine Familie. Er behauptet, jede Nacht lediglich dreieinhalb bis vier Stunden zu schlafen.

## Politik

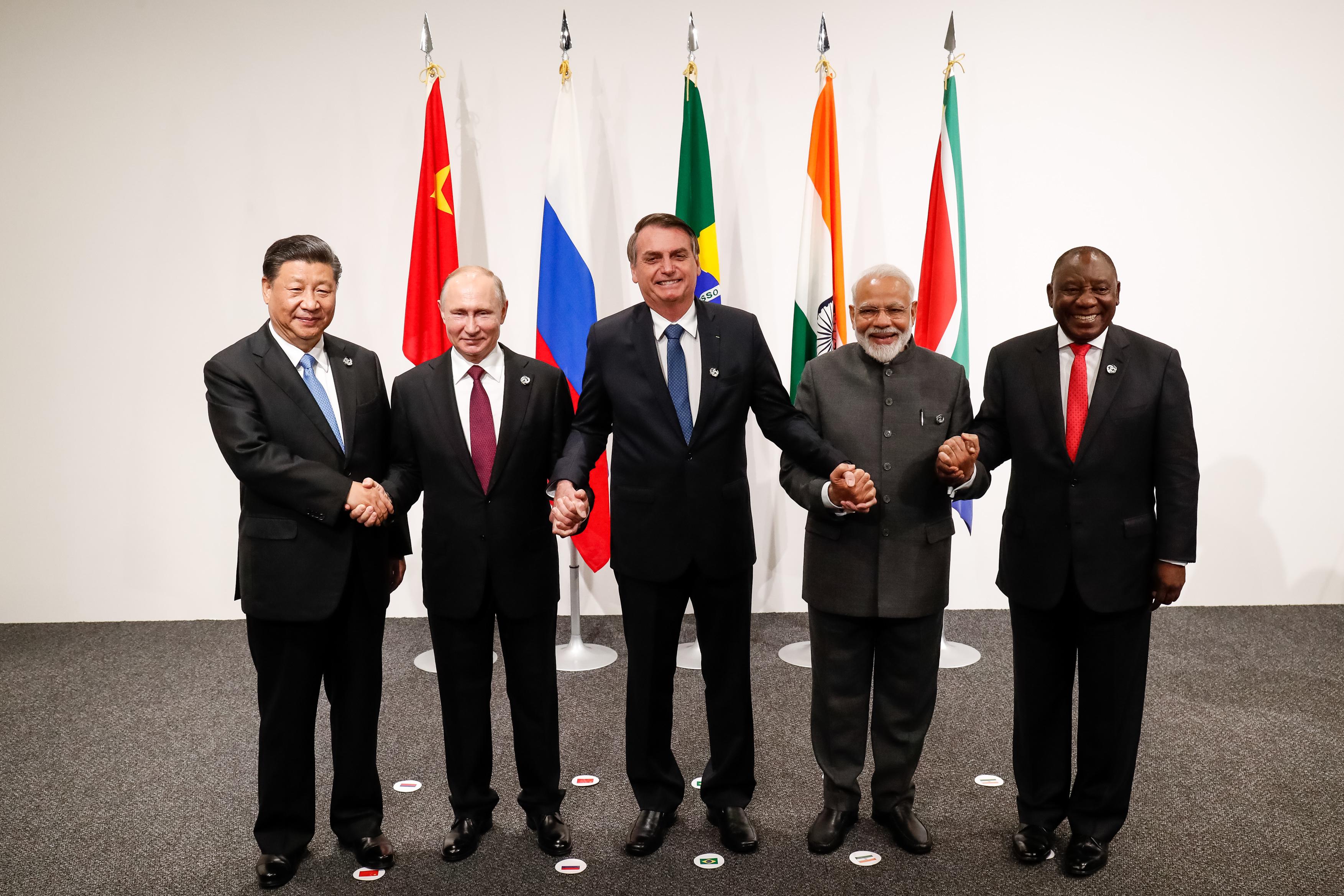
Narendra Modi (2. v. r.) mit den Staatschefs der anderen BRICS-Staaten beim G20-Gipfel in Osaka 2019

### Wirtschaftspolitik
Modi verfolgt eine klassisch konservative und wirtschaftsliberale Politik. So wurde die in Indien traditionell verbreitete Bürokratie dereguliert und eine Steuerreform durchgeführt, um die heimische Wirtschaft zu stärken und ausländische Investoren anzulocken. Unter den Slogans „Make in India“ und „Digital India“ wurde die Modernisierung vorangetrieben. Unter Modi erhielt die große Mehrheit der erwachsenen Inder ein Bankkonto. Das bargeldlose Zahlen wurde auf Märkten ermöglicht. Die Zahl der Flughäfen verdoppelte sich während Modis ersten zwei Amtszeiten als Premier.
Für einen Wirtschaftseinbruch und Proteste sorgte 2016 eine von Modi über Nacht vorgenommene Entwertung der 500- und 1000-Rupien-Scheine, was 86 Prozent des Bargelds darstellte.
Aufgrund der Landwirtschaftsreform Modis kommt es seit Herbst 2020 wiederholt zu Protesten von Bauern. Die Polizei reagierte mehrfach mit Gewalt gegen die Demonstranten. Kritiker befürchten sinkende Einnahmen für die Produzenten infolge der Liberalisierungen des Agrarmarktes.
Unter Modis Führung hat sich seine Partei, die Bharatiya Janata Party, mit über 170 Millionen Mitgliedern im Jahr 2023 zur größten politischen Partei der Welt entwickelt.

### Sozial- und Umweltpolitik
Unter Modi musste Indien mitunter eine umfangreiche Kürzung des Sozialstaats hinnehmen. Andererseits entkamen Millionen Menschen unter Modi der Armut. Wurden einerseits staatliche Gesundheitsvorsorge, Renten und Gelder für das Umweltministerium zusammengestrichen und Umweltschutzvorgaben  gelockert, startete die Regierung andererseits ein Programm namens Swachh Bharat Abhiyan (etwa: „sauberes Indien“), das den flächendeckenden Ausbau einer Abwasser- und Frischwasserversorgung vorsieht. Außerdem führte Modis Regierung eine Krankenversicherung für Senioren ein.

### Religionspolitik
Im Jahr 2019 erleichterte seine Regierung mit einem Staatsbürgerschaftsgesetz die Einbürgerung von Hindus, Sikhs, Christen, Buddhisten, Jains und Parsen, die vor 2014 aus Pakistan, Bangladesch und Afghanistan geflohen waren und sich irregulär in Indien aufhielten. Nicht berücksichtigt wurden Muslime, wogegen Muslime in Indien protestierten. In seiner Regierungszeit legte Modi den Grundstein für den Bau des Ram-Janmabhumi-Tempels, als Indiens Oberstes Gericht zugunsten der Hindus in der Tempel-Moschee-Kontroverse von Ayodhya entschied.

### Außen- und Verteidigungspolitik
Außenpolitisch wurden die Beziehungen zu den Ländern des Nahen Ostens einschließlich Israels vertieft. Indien schloss einen Grenzvertrag um die indisch-bangladeschischen Enklaven ab und trat der Shanghaier Organisation für Zusammenarbeit bei. Die bereits angespannten Beziehungen zum Nachbarland Pakistan verschlechterten sich erneut. Modi bezeichnete Pakistan wiederholt als Exporteur von Terrorismus. 2016 und 2019 führte Indien als Reaktion auf Terroranschläge Luftangriffe auf pakistanischem Gebiet durch.
Modi hat keine fundamentalen Änderungen an der Außenpolitik der Vorgängerregierungen vorgenommen. Hauptproblem Indiens ist die Rivalität zum übermächtigen Nachbarn China, der Pakistan umfangreich militärisch und wirtschaftlich unterstützt. Die Rivalität ist jedoch „asymmetrisch“, das heißt China ist zwar der entscheidende Gegenspieler Indiens, Chinas Hauptrivalen jedoch sind Japan und vor allem die Vereinigten Staaten. Materiell ist Indien gegenüber China absehbar in einer deutlich schwächeren Situation, hat jedoch das Bestreben, sich eine eigene Sphäre und selbstbestimmte Rolle als Großmacht aufzubauen. Indien unter Modi setzt darum sowohl militärisch wie ökonomisch auf eine engere Verbindung und Kooperation mit den USA (und Japan), ohne allerdings sich einfach einer von den USA geführten Allianz gegen China anzuschließen, da dies auch Indiens Anspruch auf eine eigene Führungsrolle konterkarieren und Spielraum gegenüber China aufheben würde. Chinas Verletzungen der indischen Grenze dienen dazu, Indien an seine schwächere Position zu erinnern, Indien wiederum vertieft seine militärische Infrastruktur an der Grenze und verstärkt Fähigkeiten, gegebenenfalls auch territorial offensiv vorzugehen. Auch ökonomisch führt das Ungleichgewicht dazu, dass Indien sich Chinas Versuchen, es in sein Projekt „Neue Seidenstraße“ zu ziehen, verweigert, dennoch aber einen bedeutenden Handel mit China aufweist und an der multilateralen Asiatischen Infrastrukturinvestmentbank teilnimmt. Auf die Gefahr eines Zwei-Fronten-Krieges mit China und seinem Verbündeten Pakistan hat Indien keine strategische Antwort gefunden, ein Friedensschluss mit Pakistan und eine Schwächung seiner Allianz mit China wäre darum erstrebenswert, wird aber durch die islamfeindliche Hindutva-Ideologie Modis und seiner Partei stark erschwert. Auch Indiens Stellung in der südostasiatischen Region und gegenüber den ASEAN-Staaten wird schwieriger: Chinesischstämmige Bevölkerungsteile spielen in mehreren Ländern eine bedeutende Rolle und Spannungen zwischen China und Indien treffen auf kulturell eher pro-chinesische Einstellungen, auch wenn die Regierungen Chinas rapide wachsende Macht mit Sorge sehen. Die kommunalistische Innenpolitik Modis und seiner Partei gegenüber Minderheiten der Christen und Moslems wird dazu in Staaten wie Indonesien, Malaysia oder Singapur, in denen Moslems und Christen leben, abgelehnt und reduziert die bisherig vorhandene außenpolitische Soft Power Indiens in der Region. In der Hindutva-Bewegung propagierte und von Modi zuweilen aufgegriffene Ideale eines ungeteilten Indiens Akhand Bharat das Afghanistan, Nepal, Tibet, Bangladesch, Sri Lanka, Myanmar und sogar die Malediven umfassen soll, sorgen bei den Nachbarn im Gegenteil für starken Argwohn.

### Innenpolitik
Im August 2019 hob Modis Regierung den Sonderstatus der Region Jammu und Kashmir auf. Gleichzeitig wurden mit Verweis auf Kriegsgefahr sämtliche Internet- und Mobilfunkverbindungen in Jammu und Kashmir blockiert sowie eine Ausgangssperre und ein Versammlungsverbot verhängt. Die Kommunikationssperre wurde fünf Monate aufrechterhalten. In dieser Zeit, mit Wirkung zum 31. Oktober 2019, wurde der Bundesstaat Jammu und Kashmir aufgespalten.

#### COVID-19
Die COVID-19-Pandemie begann Anfang 2020 weltweit und auch in Indien. Im Oktober 2020 wurde dort erstmals die Variante B.1.617 beobachtet. Sie führte im Frühjahr 2021 zu einer massiven zweiten Infektionswelle. Im Mai 2021 war sie weltweit verbreiteter als alle anderen Varianten. Modi hatte mit der zweiten Welle nicht gerechnet. Er und seine Regierung hatten die Pandemie entgegen wissenschaftlicher Prognosen in Indien zuvor für besiegt erklärt; sie hatten riesige religiöse Feste, Wahlkampfveranstaltungen und Sportveranstaltungen erlaubt. Modi ließ einen strengen Lockdown verhängen, was aufgrund der Bevölkerungsgröße Indiens nicht praktikabel war.

## Kontroverse um die Ausschreitungen in Gujarat 2002
Nach dem Brand eines Zuges mit unklarer Ursache und zahlreichen Todesopfern unter hinduistischen Pilgern im Februar 2002 in Gujarat, der weithin als Anschlag gesehen wurde, kam es zu gewalttätigen Auseinandersetzungen zwischen Hindus und Muslimen, bei denen nach offiziellen Schätzungen 254 Hindus und 790 Muslime ums Leben kamen. Unabhängige Quellen schätzen die Todesopfer der Muslime auf über 2000 und berichteten von schwersten Verbrechen wie Vergewaltigungen, Verstümmelungen und Kindesmord, ohne dass die von Modi geführte Regierung eingriff und die Pogrome polizeilich unterband. Etwa 150.000 Menschen wurden vertrieben, tausende muslimische Geschäfte geplündert oder angezündet und 270 Moscheen zerstört. Offenbar waren die hindunationalistischen – und teilweise Uniformen des RSS tragenden – Täter gut vorbereitet gewesen und hatten bei der Auswahl der Ziele und Opfer Zugriff auf interne Wählerregister des Staates gehabt. Die örtlichen Sicherheitsbehörden blieben tagelang untätig, was gemeinsam mit dem effektiven Handeln hindunationalistischer Extremisten den Verdacht schürte, die Unruhen seien vorbereitet gewesen. Human Rights Watch widersprach der Aussage von Modis Regierung, die Ausschreitungen binnen 72 Stunden unterbunden zu haben. Später warf ein hochrangiger Polizeioffizier seiner Staatsregierung vor, Maßnahmen gegen hinduistische Extremisten untersagt zu haben. Modi verharmloste die Geschehnisse als „natürliche Reaktion“ auf den Zugbrand und sprach von zu rechtfertigendem „Volkszorn“.
Auf Druck reichte Modi zunächst seinen Rücktritt beim Gouverneur des Staates ein, der ihn bat vorerst kommissarisch weiterzuarbeiten und sprach gleichzeitig davon, dass es sich bei der Kritik an seiner Regierung um eine „Verschwörung“ gegen den gesamten Staat Gujarat, seine Sicherheitsbehörden und sein Volk handle, motiviert aus „Hass“ und begleitet vom Versuch die Mörder von Godhra zu retten. Er trat erneut als Kandidat an, seine Partei konnte bei den Neuwahlen ihre Mehrheit im gujaratischen Parlament noch ausbauen und wählte ihn wieder zum Chief Minister. In der zehnmonatigen Wahlkampagne hatte Modi die Erinnerung an die hinduistischen Opfer des Zugbrandes bei jedem Auftritt und in jeder Wahlwerbung beschworen, die Opfer der Ausschreitungen aber unerwähnt gelassen.
Im Jahr 2005 wurde Modi von den USA wegen seiner „Verantwortlichkeit für schwere Verletzungen der Religionsfreiheit“ ein Einreisevisum verwehrt. Die indische Regierung protestierte hiergegen. Auch fünf Jahre nach den Gewaltaktionen weigerte sich Modi, seine eigene Rolle kritisch zu betrachten. Er brach 2007 ein CNN-Interview ab, bei dem ihm Fragen zu diesem Thema gestellt wurden.
Im April 2009 hat der Oberste Gerichtshof eine Sonderermittlungsgruppe (SIT) berufen, mit dem Auftrag, die Rolle Narendra Modis und seiner Regierung in den Ausschreitungen zu untersuchen. Die SIT berichtete dem Gericht im Dezember 2010, dass keine wesentlichen belastenden Beweise gegen Modi gefunden worden seien und auch keine anklagefähigen Beweise vorlägen, dass Modi vorsätzlich die Ausschreitungen zugelassen habe. Die Sonderermittlungsgruppe sah im April 2012 keine juristisch relevante Schuld Modis am sog. Gulbarg-Massaker während der Ausschreitungen in Gujarat 2002. Der vom Obersten Gericht bestellte Amicus Curiae hingegen kam zu einer anderen – rechtlich nicht verbindlichen – Bewertung: Die stark belastende, aber von der Ermittlungseinheit als unglaubwürdig bewertete Aussage eines nach eigenen Angaben bei einer Besprechung mit Modi anwesenden Polizeioffiziers, der angegeben hatte, Modi hätte in ihr gesagt, man müsse den Volkszorn zulassen, könne ebenso wie ähnliche Aussagen weiterer Offiziere in ihrer Glaubwürdigkeit nur in einem weitergehenden Gerichtsverfahren bewertet werden, nicht aber durch einen Polizeibericht. Dem wurde jedoch nicht gefolgt, das Oberste Gericht verwies den Fall an ein unteres Gericht zurück, welches den Polizeibericht akzeptierte.

## Demokratieentwicklung
Modi wird von Kritikern vorgeworfen, aus dem säkulären Indien einen Hindu-Staat machen zu wollen. Laut Amartya Sen habe Modi ein geschichtsbedingtes „Gefühl des Unterdrücktseins“ der Hindus ausgenutzt, um an die Macht zu kommen. Kritiker seiner Politik mache er auf verschiedene Weisen mundtot und untergrabe auf diese Weise als Autokrat die Demokratie. Unschuldige würden als angebliche Terroristen inhaftiert. Im Internet werden regierungskritische Meinungen teilweise gelöscht oder der Internetzugang wie im Bundesstaat Kashmir monatelang komplett unterbunden.
Indische Journalisten, die Modis Namen im Kontext negativer Nachrichten erwähnen, würden suspendiert. Einige Journalisten werden terrorisiert oder ermordet.
Weiterhin setze Modi bzw. die BJP eine Troll-Armee im Internet ein, die Fake News sowie Hassbotschaften und Gewaltaufrufe gegenüber kritischen Journalisten, Frauenrechtlern und religiösen Minderheiten verbreite. Nahezu alle Ermittlungen gegen Politiker wegen Korruption richteten sich gegen Oppositionsführer.
Die Regierungszeit Modis – insbesondere seit 2019 – ist von einer Zunahme staatlich geduldeter und geförderter hindunationalistischer Vigilanten-Gewalt gekennzeichnet, die sich hauptsächlich – aber nicht nur – gegen die muslimische Bevölkerung richtet. Beispielhaft dafür sind Ausschreitungen in Delhi im Jahre 2020, als die der Bundesregierung unter Modi unmittelbar unterstellte Stadtpolizei in Delhi nicht nur gegen Hindu-Vigilanten nicht vorging, sondern diese ermutigte und an der Gewalt gegen die muslimische Bevölkerung selbst teilnahm, womit sich die Situation in Gujarat 2002, als die Staatspolizei Gujarats gegen die damaligen Pogrome nicht einschritt, in gewisser Weise wiederholte. Diese hindunationalistische Gewalt ist nach Einschätzung Christophe Jaffrelots Werkzeug bei einer Umformung der indischen Demokratie hin zu einem radikalisierten Hindu-Staat: Was als Nationalpopulismus begann, entwickele sich zu einer ethnischen Demokratie, in der bestimmte Gruppen ausgeschlossen sind – oder sogar zu einem autoritären System.
Unter seiner Regierung entwickelte sich Indien zu einer illiberalen Demokratie, in der Wahlen weiterhin stattfinden, der freie Diskurs jedoch stark eingeschränkt ist. James Manor zählt Indien mit anderen Politikwissenschaftlern und unter Verweis auf entsprechende Vergleichsstudien zu den sich stark autokratisierenden Ländern der Erde, lediglich formal würden die etablierten Strukturen bleiben, tatsächlich aber würden sie unterwandert, ausgehöhlt und nach dem Willen Modis gesteuert. Sicherheitsbehörden würden politisch motivierte Ermittlungen gegen missliebige Gegner starten, um diese einzuschüchtern, der akademische Diskurs sei in seiner Freiheit durch gewalttätige Hindutva-Aktivisten stark reduziert. So wurde die Filmvorführung einer BBC-Dokumentation, die sich mit seiner Rolle in den tödlichen Unruhen in Gujarat befasste, mit Hilfe von Notstandsgesetzen unterbunden, die eine Sperrung von Informationen erlauben, wenn diese die „Souveränität und Integrität Indiens untergraben“. Twitter und Youtube bekamen die Auflage, Links zu der Dokumentation zu löschen. Freedom House und das schwedische V-Dem Institute, die beide den Freiheitsgrad von Staaten und Demokratien messen, stuften die indische Demokratie herab, Freedom House bewertet Indien nur noch als „teilweise frei“.
So bezeichnete ihn beispielsweise auch Andres Wysling in der Neuen Zürcher Zeitung als „Macher mit autokratischen Allüren“.
Die Oppositionspolitikerin Mahua Moitra, die als eine der schärfsten Kritiker Modis gilt, referierte im Jahr 2019 bei einer vielbeachteten Rede über sieben Anzeichen des Faschismus, um die Bedrohung der indischen Verfassung durch die Regierung Modi aufzuzeigen: Sie kritisierte darin die Regierung für oberflächlichen Nationalismus, Verachtung der Menschenrechte, Kontrolle der Massenmedien, Besessenheit von nationaler Sicherheit, Vermischung von Regierung und Religion, Verachtung für Intellektuelle und Künste sowie die Erosion der Unabhängigkeit des Wahlsystems. Sie sagte später einmal: „Die Tatsache, dass wir diese chauvinistische, selbstbewusste Aggression brauchen, um uns auf die Straße zu stellen und den Menschen zu sagen, dass wir Hindus sind, und ihnen Angst vor uns zu machen, ist nicht das, was diese Religion ausmacht.“ Die deutsche Schriftstellerin Mithu Sanyal sieht trotz Modis Wiederwahl zum Premierminister seine alleinige Macht gebrochen, da er durch das Wahlergebnis gezwungen ist, eine Koalition zu bilden. Sie kritisiert die Reaktion des deutschen Außenministeriums auf das Wahlergebnis.

## Sonstiges
Am 24. Februar 2021 erhielt das mit 110.000 Plätzen weltgrößte Kricketstadion in Ahmedabad den Namen Narendra Modi Stadium.